# Lac à la Croix (Le Fjord-du-Saguenay)
Pour les articles homonymes, voir Lac à la Croix.

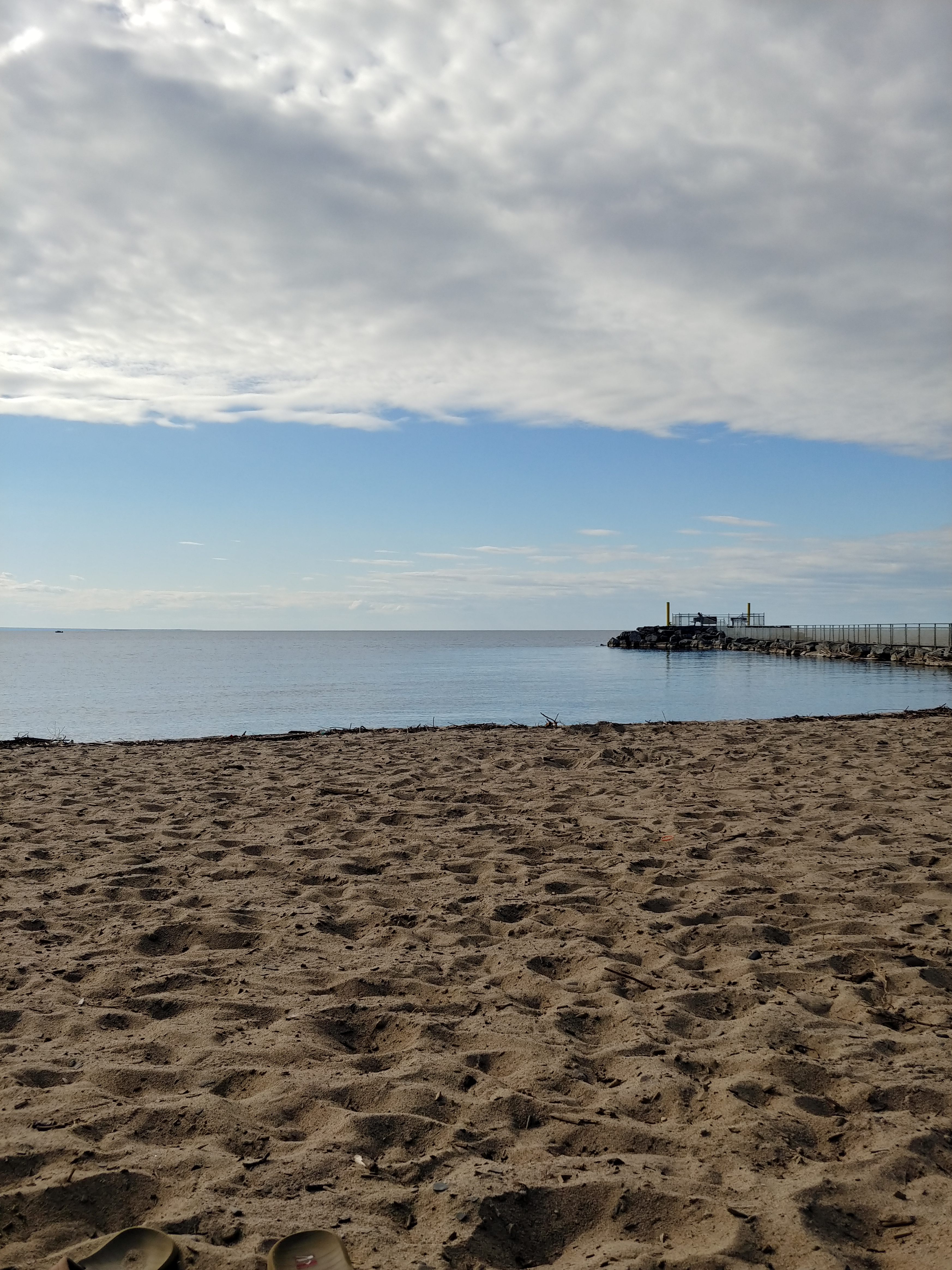
Lac à la Croix, Métabetchouan

Le lac à la Croix est un lac situé dans le territoire non organisé de Mont-Valin, dans la MRC Le Fjord-du-Saguenay de la région administrative du Saguenay–Lac-Saint-Jean, dans la province de Québec (Canada).
Le meilleur accès au lac est en hydravion. Les cartes géographiques n'indiquent pas de routes forestières à proximité.
La foresterie constitue la principale activité économique du secteur ; les activités récréotouristiques, en second.
La surface du lac à la Croix est habituellement gelée de la fin novembre au début avril, toutefois la circulation sécuritaire sur la glace se fait généralement de la mi-décembre à la fin mars.

## Géographie
Le lac à la Croix est entièrement situé en zone forestière et montagneuse. Il comporte une longueur de 21,1 km dans l'axe nord-sud et de 15,4 km dans l'axe nord-ouest. Sa largeur maximale est de 4,3 km en son centre et sa surface est à une altitude de 520 m. Il couvre une superficie de 31 km2. Il est encaissé entre les montagnes dont les sommets avoisinants atteignent : 767 m au sud du lac, 922 m à l'ouest, 541 m au nord et 614 m à l'est.
L'embouchure du lac à la Croix est située à :
- 15,4 km au sud-ouest de la confluence de la rivière à la Croix et de la rivière aux Outardes ;
- 23,4 km au sud-ouest de la confluence de la rivière Matonipi et de la rivière aux Outardes ;
- 201 km au nord-ouest du barrage du réservoir aux Outardes 4 ;
- 278,3 km au nord-ouest de l'embouchure de la rivière aux Outardes (confluence avec le golfe du Saint-Laurent) ;
- environ 75 km à l'ouest du réservoir Manicouagan ;
- environ 25 km au sud du lac Plétipi[4].

Le lac à la Croix est la principale source de la rivière à la Croix qui est un affluent de la rivière aux Outardes. À partir de l'embouchure du lac à la Croix, le courant coule sur km en suivant le cours de la rivière à la Croix, sur km en suivant le cours de la rivière aux Outardes, jusqu'à la rive nord du golfe du Saint-Laurent.

## Toponymie
Le lac est nommé ainsi à cause de son aspect cruciforme. Son nom est attesté depuis 1672 dans un texte du père jésuite François de Crespieul. De leurs côtés, les Amérindiens le nomment « Tibiatouk-Wagamack », « Wagamack » ou « Uiatshakamau » ; ce qui signifie « lac croche ».
Le toponyme « lac à la Croix » a été inscrit en 1945 au registre de la Commission de géographie du Québec. Il a été officialisé le 5 décembre 1968 par la Commission de toponymie du Québec.